# Coppa di Germania 2018-2019 (hockey su pista)
La Coppa di Germania 2018-2019 è stata la 33ª edizione della principale coppa nazionale tedesca di hockey su pista. Il torneo ha avuto inizio il 15 dicembre 2018 e si è concluso il 26 maggio 2019. Il trofeo è stato conquistato dal Cronenberg per l'undicesima volta nella sua storia.

## Risultati

### Ottavi di finale
| Squadra 1           | Risultato | Squadra 2       |
| ------------------- | --------- | --------------- |
| 15 dicembre 2018    |           |                 |
| Blue Lions Chemnitz | 3 - 8     | Darmstadt       |
| Bison Calenberg     | 0 - 7     | Remscheid       |
| Düsseldorf II       | 7 - 3     | Schwerte        |
| Germania Herringen  | 8 - 4     | Düsseldorf Nord |
| Krefeld             | 2 - 4     | Walsum          |
| Krefeld II          | 1 - 8     | Cronenberg      |
| Krefeld III         | 0 - 9     | Iserlohn        |

### Quarti di finale
| Squadra 1        | Risultato | Squadra 2          |
| ---------------- | --------- | ------------------ |
| 16 febbraio 2019 |           |                    |
| Düsseldorf II    | 0 - 2     | Darmstadt          |
| Remscheid        | 8 - 3     | Iserlohn           |
| Walsum           | 5 - 2     | Recklinghausen     |
| 14 marzo 2019    |           |                    |
| Cronenberg       | 5 - 3     | Germania Herringen |

### Semifinali
| Squadra 1     | Risultato | Squadra 2  |
| ------------- | --------- | ---------- |
| 30 marzo 2019 |           |            |
| Darmstadt     | 4 - 6     | Cronenberg |
| Remscheid     | 7 - 2     | Walsum     |

### Finale
La gara di andata venne disputata il 25 mentre la gara di ritorno fu disputa il 26 maggio 2019.
| Squadra 1  | Totale | Squadra 2 | Andata | Ritorno |
| ---------- | ------ | --------- | ------ | ------- |
| Cronenberg | 10 - 9 | Remscheid | 5 - 5  | 5 - 4   |

## Campioni
| Vincitore Coppa di Germania 2018-2019 |
| ------------------------------------- |
| Cronenberg 11º titolo                 |